# 1612
1612 (MDCXII) byl rok, který dle gregoriánského kalendáře započal nedělí.

## Události
- Luis Váez de Torres vyplul z Chile na západ, kde objevil Torresův průliv
- ve městě Hvar bylo otevřeno první veřejné divadlo v Evropě
- zákaz činnosti křesťanských misií v Japonsku

### Probíhající události
- 1568–1648 – Nizozemská revoluce
- 1568–1648 – Osmdesátiletá válka
- 1609–1618 – Rusko-polská válka

## Narození

### Česko
- 26. září – František Karel Matyáš ze Šternberka, šlechtic z rodu Šternberků († 9. srpna 1648)

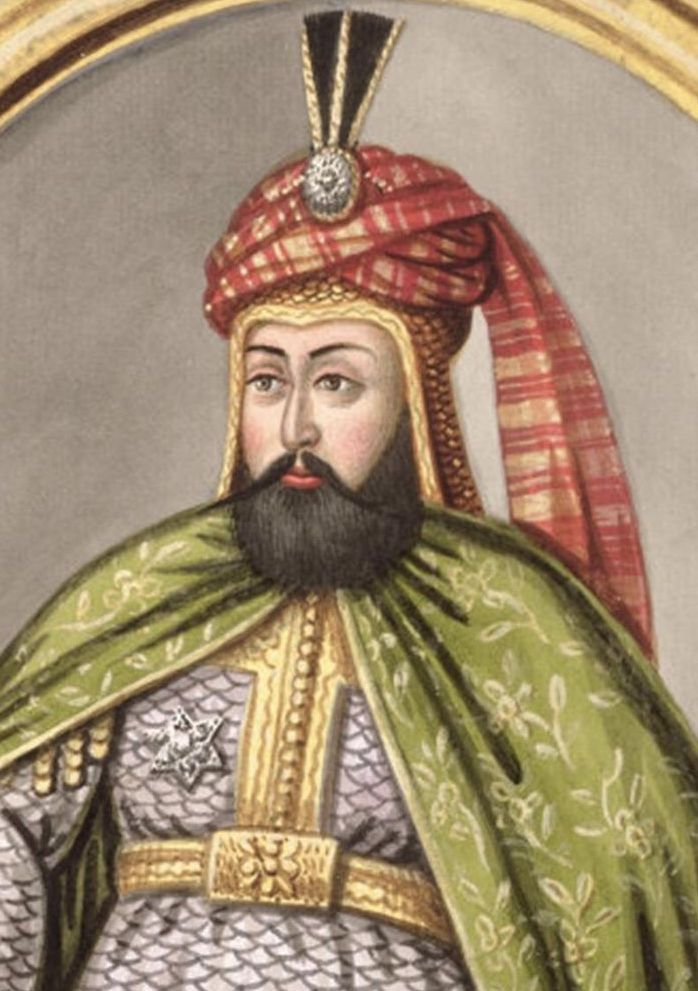
Murad IV. (* 27. července)

#### Svět
- 17. ledna – Thomas Fairfax, anglický generál a vrchní velitel armády parlamentu v době anglické občanské války († 12. listopadu 1671)
- 06. února – Antoine Arnauld, francouzský teolog, filozof a matematik († 8. srpna 1694)
- 10. února – Jan Goëss, diplomat ve službách Svaté říše římské a habsburských panovníků († 19. října 1696)
- 14. února – pokřtěn Samuel Butler, anglický básník a satirik († 25. září 1680)
- 06. dubna – James Stewart, 4. vévoda z Lennoxu, anglický dvořan a vojevůdce z vedlejší linie královského rodu Stuartovců († 30. března 1655)
- 12. dubna – Simone Cantarini, italský malíř a rytec († 15. října 1648)
- 28. dubna – Odoardo I. Farnese, vévoda z Parmy, Piacenzy a Castra († 11. září 1646)
- 07. května – Čou Liang-kung, čínský konfuciánský učenec a úředník, básník, esejista a historik († 17. června 1672)
- 31. května – Markéta Medicejská, toskánská princezna († 6. února 1679)
- 23. června – André Tacquet, vlámský matematik († 22. prosince 1660)
- 27. července – Murad IV., osmanský sultán († 9. února 1640)
- 02. srpna – Saskia van Uylenburgh, manželka holandského malíře Rembrandta († 14. června 1642)
- 17. srpna – Jeremiáš Wiśniowiecki, polský šlechtic a otec krále Michała Korybuta Wiśniowieckeho († 20. srpna 1651)
- 06. října – Klaudie Lotrinská, francouzská šlechtična († 2. srpna 1648)
- 15. října – Isaac de Benserade, francouzský básník († 19. října 1691)
- 7. listopadu – Pierre Mignard, francouzský portrétista († 30. května 1695)
- 17. listopadu
  - Frans Post, nizozemský malíř († 17. února 1680)
  - Dorgon, mandžuský princ († 31. prosince 1650)
- neznámé datum
  - listopad – Šehzade Bayezid, syn osmanského sultána Ahmeda I. († 27. července 1635)
  - Konrád Baltazar Starhemberg, rakouský šlechtic a politik († 3. dubna 1687)
  - Niels Aagaard, dánský spisovatel a učenec († 22. ledna 1657)
  - Wu San-kuej, čínský generál a císař odštěpeneckého území Číny († 2. říjen 1678)
  - Louis Le Vau, francouzský architekt († 11. října 1670)
  - David Rijckaert III., vlámský malíř († 11. listopadu 1661)
  - Michał Boym, polský jezuita, vědec, objevitel, diplomat a misionář († 22. srpna 1659)
  - Vincenzo Tozzi, italský hudební skladatel († 1675)

## Úmrtí
Česko

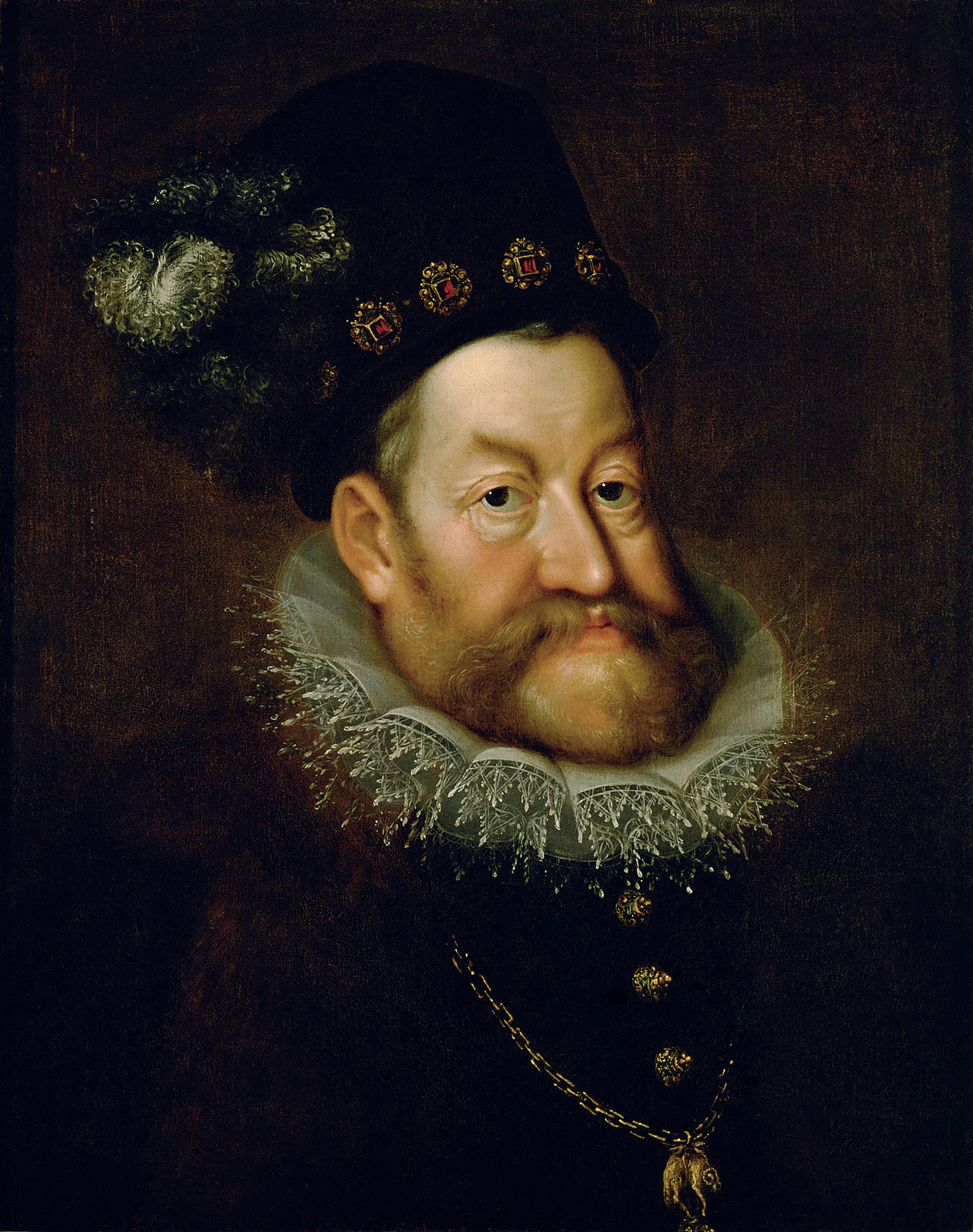
Rudolf II. († 20. ledna)

- 16. či 17. února – Martin Bacháček z Nouměřic, český astronom a matematik (* 1539)
- 24. února – Jan Zrinský ze Serynu, český šlechtic
- 07. března – Mordechaj Jaffe, rabín, roš ješiva, posek a významný renesanční učenec (* 1530–35)
- 18. září – Karel z Lamberka, arcibiskup pražský (* 1563)
- 21. října – Jiří Carolides z Karlsperka, český humanista a básník (* 11. dubna 1569)
- 23. listopadu – Alžběta Johana Vestonie, latinsky píšící básnířka anglického původu žijící v Čechách (* 2. listopadu 1581)
- neznámé datum
  - Marek Bydžovský z Florentina, český renesanční kronikář (* 1540)
  - Tobiáš Závorka Lipenský, moravský luterský kazatel a spisovatel (* 1533)
  - Jeroným Šlik starší, šlechtic z hraběcího rodu Šliků (* 1556/57)

Svět

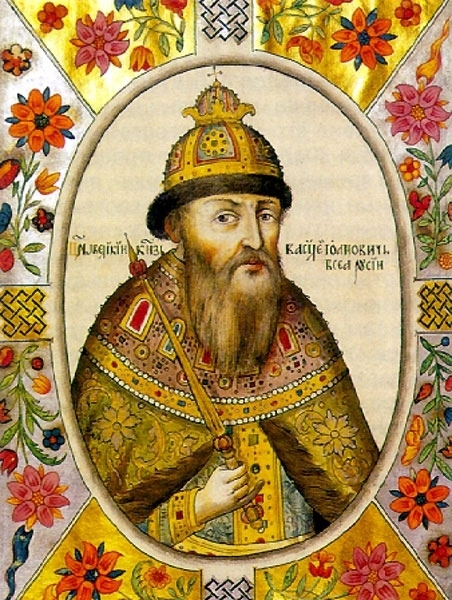
Vasilij IV. Ivanovič Šujskij († 12. září)

- Vasilij IV. Ivanovič Šujskij († 12. září) 20. ledna – Rudolf II., římský císař a král český a uherský (* 18. červenec 1552)
- 06. února – Christopher Clavius, německý jezuitský matematik a astronom (* 25. března 1538)
- 09. února – Vincenzo I. Gonzaga, vládce vévodství Mantovy a Montferratu (* 21. září 1562)
- 29. března – Anna Kateřina Braniborská, dánská a norská královna (* 26. července 1575)
- 13. dubna – Kodžiró Sasaki, japonský šermíř (* 1585)
- 24. května – Robert Cecil, 1. hrabě ze Salisbury, anglický státník a šlechtic (* 1. června 1563)
- 05. června – Harunobu Arima, japonský daimjó, vůdce rodu Arima (* 1567)
- 08. června – Hans Leo Hassler, německý skladatel a varhaník (pokřtěn 26. října 1564)
- 21. června – Ku Sien-čcheng, čínský neokonfuciánský filozof a politik (* 1550)
- 12. srpna – Giovanni Gabrieli, italský skladatel (* 1557)
- 17. srpna – Alexander Colin, vlámský manýristický sochař (* 1527)
- 18. srpna – Giacomo Boncompagni, vévoda v Soře, Aquinu, Arce a Arpinu, markýz z Vignoly, nelegitimní syn papeže Řehoře XIII. (* 8. květen 1548)
- 28. srpna – John Smyth, anglický baptistický kazatel (* 1570)
- 12. září
  - Vasilij IV. Ivanovič Šujskij, ruský car (* 1552)
  - Nicolaus Polantus, německý luterský teolog, kazatel a spisovatel (* ?)
- 13. září – Karin Månsdotter, švédská královna (* 6. října nebo 6. listopadu 1550)
- 18. září – Karel z Lamberka, pražský arcibiskup a velmistr Křižovníků s červenou hvězdou (* 1563)
- 27. září – Piotr Skarga, polský jezuita, kazatel, hagiograf, polemik a vedoucí postava protireformace v Polsko-litevské unii (* 2. února 1536)
- 30. září – Federico Barocci, italský malíř (* 1528)
- 07. října – Menso Alting, nizozemský kazatel a teolog (* 9. listopad 1541)
- 06. listopadu – Jindřich Frederik Stuart, nejstarší syn skotského krále Jakuba VI. Stuarta (* 19. února 1594)
- 22. prosince – František IV. Gonzaga, vévoda z Mantovy a Montferratu (* 7. května 1586)
- neznámé datum
  - Giovanni Bizzelli, florentský manýristický malíř (* 1556)
  - Dominik Custos, vlámský malíř (* 1560)
  - Aert Pietersz, holandský malíř (* 1550)
  - Giulio Cesare Polerio, italský šachový mistr (* 1548)
  - Nicolas Remy, francouzský soudce, inkvizitor a lovec čarodějnic (* 1530)
  - Giulio Cesare Polerio, italský šachový mistr (* 1548)
  - Wang Čchi, čínský spisovatel (* 1529)

## Hlavy států
- Anglie – Jakub I. Stuart (1603–1625)
- Francie – Ludvík XIII. (1610–1643)
- Habsburská monarchie – Rudolf II. (1576–1612) / Matyáš Habsburský (1612–1619)
- Morava – Karel starší ze Žerotína
- Osmanská říše – Ahmed I. (1603–1617)
- Polsko-litevská unie – Zikmund III. Vasa (1587–1632)
- Rusko – Vladislav IV. Vasa (1610–1613)
- Španělsko – Filip III. (1598–1621)
- Švédsko – Gustav II. Adolf (1611–1632)
- Papež – Pavel V. (1605–1621)
- Perská říše – Abbás I. Veliký